# 雷讷河 (欧容河支流)
雷讷河（法語：Renne，法語發音：[ʁɛn]）是法国大東部大區上马恩省的河流，是欧容河的右支流，长20.1千米。